# I grandi maestri della fantascienza 2
I grandi maestri della fantascienza 2 (The SFWA Grand Masters: Vol. 2) è un'antologia di racconti fantascientifici del 2000, secondo volume della serie antologica The SFWA Grand Masters curata da Frederik Pohl e dedicata ai maggiori autori della letteratura fantascientifica statunitense.
L'antologia è stata pubblicata in italiano il 30 giugno 2002 da Mondadori nella collana Urania (n. 1442).

## Racconti

### Andre Norton (1912 - 2005)
- Trappola per topi (Mousetrap, 1952)
- La furia del mannaro (Were-Wrath, 1984)
- Tutti i gatti sono grigi (All Cats Are Gray, 1953)
- Dente di serpente (Serpent's Tooth, 1987)

### Arthur C. Clarke (1917 - 2008)
- Spedizione di soccorso (Rescue Party, 1946)
- Il segreto (The Secret, 1963)
- Riunione (Reunion, 1971)
- La stella (The Star, 1952)
- Incontro con Medusa (A Meeting With Medusa, 1972)

### Isaac Asimov (1920 - 1992)
- L'ultima domanda (The Last Question, 1956)
- È una giornata così bella... (It's Such a Beautiful Day, 1954)
- Crumiro (Strikebreaker, 1956)
- Alla maniera marziana (The Martian Way, 1952)

### Alfred Bester (1913 - 1987)
- Diserzione finale (Disappearing Act, 1953)
- Fahrenheit, Fahrenheit (Fondly Fahrenheit, 1954)
- Commento a ''Fahrenheit, Fahrenheit'' (Comment on Fondly Fahrenheit, 1976)
- La fuga di quattro ore (The Four-Hour Fugue, 1974)
- Scelta obbligata (Hobson's Choice, 1952) - conosciuto anche come La scelta di Hobson

### Ray Bradbury (1920 - 2012)
- La città (The City, 1950)
- La gita di un milione di anni (The Million-Year Picnic, 1946)
- Tutta l'estate in un giorno (All Summer in a Day, 1954)
- Cadrà dolce la pioggia (There Will Come Soft Rains, 1950)
- L'eccessiva disperazione (The Affluence of Despair, 1998)